# Głębokie (powiat łęczyński)
Głębokie – wieś w Polsce położona w województwie lubelskim, w powiecie łęczyńskim, w gminie Cyców. Miejscowość leży przy drodze krajowej nr 82 nad jeziorem tej samej nazwy.
W latach 1975–1998 miejscowość należała administracyjnie do województwa chełmskiego.
Wieś stanowi sołectwo gminy Cyców. Według Narodowego Spisu Powszechnego z roku 2011 wieś liczyła 443 mieszkańców.
Według stanu z dnia 30 czerwca 2017 sołectwo liczyło 492 osoby.

## Historia
Według Słownika geograficznego Królestwa Polskiego z roku 1881 Głębokie to kolonia włościańska w powiecie chełmskim, gminie i parafii Cyców. Kolonia posiadała 311 mórg rozległości. Nota słownika wspomina także duże jezioro zwane Głębokie.

## Linki zewnętrzne

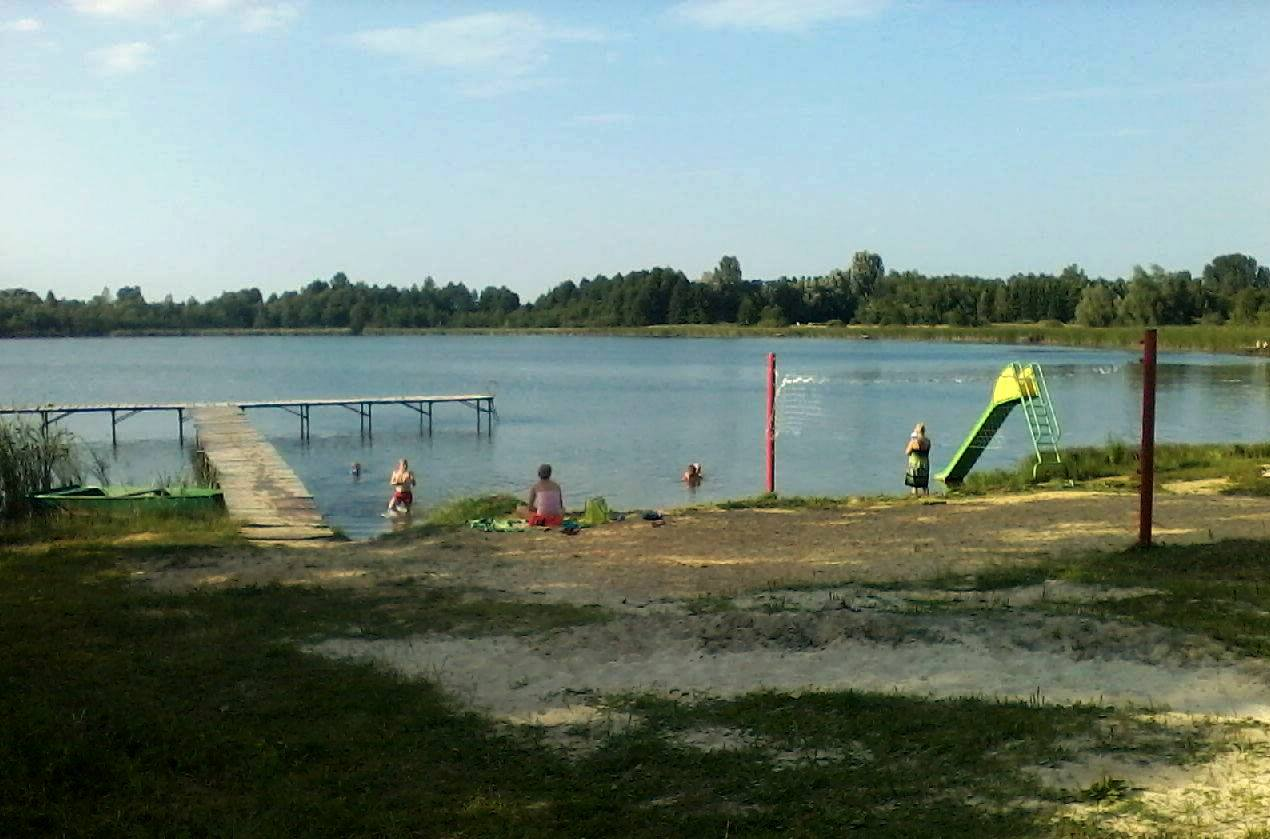
Fragment plaży w Głębokiem